# Các bản dịch Kinh Thánh sang tiếng Việt
Chữ Quốc ngữ – tức bảng chữ cái tiếng Việt hiện đại – vốn được các giáo sĩ Dòng Jesus người Bồ Đào Nha và Ý sáng tạo nên, và được linh mục Alexandre de Rhodes hệ thống hoá, với việc ấn hành các sách Công giáo bằng tiếng Việt vào năm 1651. Tuy nhiên, vào thời điểm đó, Kinh Thánh chưa được dịch sang tiếng Việt. Một số trích đoạn Tân Ước chỉ được chuyển ngữ và in ấn trong các sách giáo lí tại Thái Lan vào năm 1872.

## Lịch sử dịch thuật Kinh Thánh tại Việt Nam
Vào năm 1890, nhà Đông phương học Jean Bonet (1844–1907), thuộc Viện Ngôn ngữ và Văn minh phương Đông Quốc gia (Paris), đã dịch sách Tin Lành Luke từ tiếng Pháp sang tiếng Việt để phục vụ Hội nghị Tin Lành tổ chức tại Paris.
Đến năm 1916, Giáo hội Công giáo cho phát hành bản Kinh Thánh song ngữ La-tinh – Việt ngữ của Albert Schlicklin tại Paris, dưới sự bảo trợ của Hội Truyền giáo Ngoại Paris. Bản dịch này, thường được biết đến với tên tiếng Việt là bản Cố Chính Linh, đã trở thành bản Kinh Thánh được giới Công giáo Việt Nam sử dụng rộng rãi nhất, và vẫn giữ vị trí phổ biến cho đến tận những năm 1970.
Công cuộc dịch Kinh Thánh của Hiệp hội Thánh kinh Anh Quốc và Hải ngoại (BFBS) tại Việt Nam chính thức bắt đầu từ năm 1890. Đại diện của họ, Walter J. James, đã hoàn tất các bản dịch Tin Lành Mark, John và Công vụ các Sứ đồ, tuy nhiên, việc phát hành lại bị nhà chức trách đương thời hạn chế. Bản dịch đầu tiên trực tiếp từ tiếng Hi Lạp – cũng chính là bản chuẩn mực của Tin Lành Việt Nam đến nay – được biết đến với tên gọi Kinh Thánh tiếng Việt 1925 (VI1934), do hai nhà truyền giáo Tin Lành là Grace Hazenberg Cadman và John Drange Olsen thực hiện (Tân Ước xuất bản năm 1923, Cựu Ước năm 1926). Vợ chồng Grace và William Cadman (người phụ trách in Kinh Thánh tại Hà Nội) là thành viên của Hội Truyền giáo Phúc Âm Liên hiệp, và đã phối hợp chặt chẽ với Hiệp hội Thánh kinh Anh Quốc và Hải ngoại. Chính Grace đã khởi sự một bản dịch hoàn toàn mới vào năm 1917, và đến năm 1934, toàn bộ Kinh Thánh đã được phát hành. Bản dịch này, hiện được Thánh kinh hội Việt Nam lưu hành dưới tên gọi “Bản Cũ”, sử dụng ngôn từ cổ xưa và truyền thống trong tiếng Việt.
Năm 1966, Thánh kinh hội Việt Nam được thành lập. Riêng trong năm 2005, các Thánh kinh hội đã phát hành 53.170 bản Kinh Thánh đầy đủ và 120.170 bản Tân Ước bằng tiếng Việt trong phạm vi cả nước.
Vào năm 1977, nhóm Phiên dịch Các Giờ kinh Phụng vụ (NPD-CGKPV) – vốn được thành lập từ năm 1971 để dịch sách Phụng vụ các giờ kinh – bắt đầu chuyển ngữ Tân Ước. Công trình này được hoàn thành vào năm 1993, và được cấp phép xuất bản một năm sau đó. Đến năm 1998, toàn bộ Kinh Thánh Công giáo (bao gồm cả một số đoạn chú giải ngắn) đã được hoàn tất, và bắt đầu được phát hành từ năm 1999 dưới tên gọi KPA – hiện là bản Kinh Thánh phổ biến nhất trong Giáo hội Công giáo tại Việt Nam. Nhóm dịch thuật này vẫn tiếp tục hiệu đính, cập nhật bản KPA và cho ra đời bản KPB (Kinh Thánh Phiên bản Học hỏi), được thiết kế như một bản dịch để nghiên cứu và đào sâu Lời Chúa.
Trước khi có NPD-CGKPV, từng có 5 bản dịch Công giáo hoàn chỉnh toàn bộ Kinh Thánh, đều do các linh mục thực hiện độc lập: Albert Schlicklin (1913) – tức Cố Chính Linh, Gérard Gagnon (1963), Trần Đức Huân (1970), Nguyễn Thế Thuấn (1976) và Hồng y Trịnh Văn Căn (1985).
Kinh Thánh Hiện Đại (KTHD) – Modern Bible: Đây là bản dịch tiếng Việt của The Living Bible từ nguyên bản tiếng Anh, do Lê Hoàng Phu – một mục sư người Việt, tận tâm thực hiện một mình. Bản dịch này được Thánh kinh hội Quốc tế (en) xuất bản vào năm 1994.
Kinh Thánh Bản Dịch Mới (NVB) – New Vietnamese Bible: Bản dịch này do Thánh kinh hội Việt Nam phát hành. Tân Ước được dịch từ bản Greek New Testament, ấn bản lần thứ ba của Liên hiệp các Thánh kinh hội (UBS), xuất bản năm 1983. Cựu Ước được dịch từ Biblia Hebraica Stuttgartensia (en), cũng thuộc ấn bản năm 1983. Công trình này do một uỷ ban gồm chín nhà thần học người Việt, được đào tạo bài bản về tiếng Hi Lạp và tiếng Hebrew, đảm nhận. Các dịch giả đều từng học tập tại cả Việt Nam lẫn Hoa Kỳ và đang phục vụ trong các Hội thánh thuộc nhiều tông phái khác nhau. Quá trình dịch thuật được thực hiện dưới sự hướng dẫn về nguyên tắc, phương pháp và tổ chức của Liên hiệp các Thánh kinh hội, với sự huấn luyện và hỗ trợ kĩ thuật từ tổ chức Wycliffe Translators. Không giống như “Bản Cũ” trước đó, bản NVB sử dụng ngôn ngữ hiện đại, tránh dùng từ cổ hay khó hiểu. Bản dịch được phát hành lần đầu năm 2001, và hiện được Thánh kinh hội Việt Nam xuất bản với tên gọi là “Bản Mới”, tương ứng với cách gọi “Bản Cũ” cho bản dịch 1925/1934.
Kinh Thánh Tiếng Việt Bản Truyền Thống Hiệu Đính 2010 (RVV11) – Revised Vietnamese Version Bible: Được xuất bản năm 2010 bởi Liên hiệp các Thánh kinh hội (UBS), đây không phải là bản dịch mới từ tiếng gốc, mà là phiên bản hiệu đính từ bản Kinh Thánh Tiếng Việt 1925/1934. Nhóm dịch thuật của UBS đã tiến hành cập nhật ngôn ngữ cho phù hợp với tiếng Việt hiện đại hơn, thay thế cho các cách diễn đạt cổ xưa vốn có trong bản cũ. Không giống như NVB – vốn dịch trực tiếp từ tiếng Hi Lạp và Hebrew – bản RVV11 là bản dịch lại từ tiếng Việt sang tiếng Việt, tức là hiệu đính ngữ văn và cập nhật diễn đạt.
Ngày 7 tháng 7 năm 2011, nhóm Chứng nhân Jehovah đã công bố bản dịch tiếng Việt của Tân Ước, mang tên Kinh Thánh—Bản dịch Thế Giới Mới (Ma-thi-ơ đến Khải Huyền). Bản này được dịch từ ấn bản tiếng Anh năm 1984 của New World Translation of the Holy Scriptures, công bố lần đầu tại Đại hội Địa hạt “Gia tăng Nước Đức Chúa Trời” ở Hoa Kỳ vào năm 1984.
Ngày 4 tháng 2 năm 2017, họ tiếp tục phát hành toàn bộ Kinh Thánh, bao gồm Cựu Ước (Kinh Thánh tiếng Hebrew và Aram) và bản hiệu đính Tân Ước, dưới tên gọi Kinh Thánh—Bản dịch Thế Giới Mới (NWT). Bản này dựa trên bản tiếng Anh hiệu đính năm 2013 của New World Translation, được công bố trong Đại hội thường niên lần thứ 129 của Hội Tháp Canh Kinh Thánh và Truyền Đạo Pennsylvania (en), tổ chức ngày 5–6 tháng 10 năm 2013 tại Jersey City, New Jersey, Hoa Kỳ. Phiên bản tiếng Việt này được cập nhật bằng ngôn ngữ hiện đại và dễ hiểu hơn, làm rõ cách diễn đạt Kinh Thánh, đồng thời bổ sung các phụ lục để giúp người đọc nắm bắt nội dung tốt hơn.
Thánh Kinh: Bản Phổ thông™ (BPT) – Vietnamese Easy-to-Read Version: Đây là một bản dịch khác của Kinh Thánh sang tiếng Việt, được xuất bản năm 2013 bởi Bible League International. Như tên gọi, đây là bản “dễ đọc, dễ hiểu”, sử dụng văn phong giản dị, mạch lạc, thích hợp cho độc giả đại chúng hoặc người mới bắt đầu đọc Kinh Thánh. Bản dịch này giống như “chiếc cầu khởi đầu” cho những ai muốn tìm hiểu Lời Chúa mà chưa quen với ngôn ngữ tôn giáo học thuật hoặc văn cổ điển.
Kinh Thánh Truyền Thống Bản Cập Nhật 2025: Do ngôn ngữ thay đổi theo thời đại, Hội Thánh Tin Lành Việt Nam cùng Thánh kinh hội Việt Nam đã triển khai hiệu đính từ năm 2022–2024, với nguyên tắc “sửa ít nhất có thể, chỉ chỉnh sửa những từ không thể không sửa”, tham chiếu các bản Kinh Thánh tiếng Anh (KJV, NIV, ASV), Pháp (LSG), Trung Quốc (CUVS), Hi Lạp Koine (UBS 4&5, NA28), Hebrew Kinh Thánh (BHS, BHQ), và bản La-tinh dùng cho Công giáo (NV), cùng các từ điển Hán–Nôm và tiếng Việt hiện đại. Các nội dung điều chỉnh bao gồm từ cổ, ngữ nghĩa, đơn vị đo lường – tiền tệ, chú thích, dấu câu, tiêu đề, bản đồ… Đặc biệt, bản cập nhật giữ nguyên phụ chú và bố cục số trang, để đảm bảo vừa giữ “thẩm quyền của sách sống” vừa tăng tính dễ đọc hiện đại.

## Các bản dịch mẫu - John 3:16
Tin Lành John 3:16 là một trong những câu Kinh Thánh nổi tiếng và cốt lõi nhất trong đức tin Cơ Đốc. Mỗi bản dịch tiếng Việt đều phản ánh một cách diễn đạt khác nhau, nhưng chung quy đều nêu bật tình yêu vĩ đại của Đức Chúa Trời dành cho nhân loại. Dưới đây là các bản dịch tiêu biểu:
| Bản dịch                                                                    | John 3:16 |
| --------------------------------------------------------------------------- | --- |
| Kinh Thánh - Bản dịch 1925 (VI1934)                                         | Vì Đức Chúa Trời yêu thương thế gian, đến nỗi đã ban Con một của Ngài, hầu cho hễ ai tin Con ấy không bị hư mất mà được sự sống đời đời.                           |
| Kinh Thánh - Bản dịch của Nhóm phiên dịch các giờ kinh phụng vụ, KPA (1994) | Thiên Chúa yêu thế gian đến nỗi đã ban Con Một, để ai tin vào Con của Người thì khỏi phải chết, nhưng được sống muôn đời.                                          |
| Kinh Thánh - Bản Truyền Thống Hiệu Đính 2010 (RVV11)                        | Vì Đức Chúa Trời yêu thương thế gian đến nỗi đã ban Con Một của Ngài, hầu cho hễ ai tin Con ấy không bị hư mất mà được sự sống đời đời.                            |
| Kinh Thánh - Bản Dịch Mới (NVB)                                             | Vì Đức Chúa Trời yêu thương nhân loại, đến nỗi đã ban Con Một của Ngài, để ai tin nhận Đấng ấy sẽ không bị hư mất nhưng được sự sống vĩnh phúc.                    |
| Kinh Thánh - Bản Diễn Ý (BDY)                                               | Vì Thượng Đế yêu thương nhân loại đến nỗi hi sinh Con Một của Ngài, để tất cả những người tin nhận Con Thượng Đế đều không bị hư vong nhưng được sự sống vĩnh cửu. |
| Kinh Thánh - Bản Phổ Thông (BPT)                                            | Vì Thượng Đế quá yêu nhân loại đến nỗi hi sinh Con Một của Ngài, để ai đặt niềm tin vào Con ấy sẽ không bị chết mất nhưng được sống đời đời.                       |
| Kinh Thánh—Bản dịch Thế Giới Mới (Ma-thi-ơ đến Khải Huyền) (2011)           | Vì Ðức Chúa Trời yêu thương thế gian đến độ đã ban Con một của ngài cho họ, để ai thể hiện đức tin nơi Con ấy sẽ không bị huỷ diệt mà được sống đời đời.           |
| Kinh Thánh—Bản dịch Thế Giới Mới (NWT), (2017)                              | Vì Đức Chúa Trời yêu thương thế gian đến nỗi đã ban Con một của ngài, để ai thể hiện đức tin nơi Con ấy sẽ không bị huỷ diệt mà có được sự sống vĩnh cửu.          |